# Pedro Cruz Villalón
Pedro Cruz Villalón (* 1946 in Sevilla) ist ein spanischer Rechtswissenschaftler. Von 2009 bis 2015 war er Generalanwalt am Gerichtshof der Europäischen Union.

## Leben
Cruz Villalón studierte ab 1963 Rechtswissenschaften an der Universität Sevilla und schloss das Studium 1968 mit dem Lizenziat ab. 1975 promovierte er an derselben Universität und absolvierte von 1969 bis 1971 ein Postgraduiertenstudium an der Albert-Ludwigs-Universität Freiburg. Er lehrte von 1978 bis 1986 als Assistenzprofessor für Recht und Politik an der Universität Sevilla und übernahm 1986 ebenda den Lehrstuhl für Verfassungsrecht, den er bis 1992 innehatte. Zudem wirkte Cruz Villalón 1986/87 als Rechtsreferent am Spanischen Verfassungsgericht, dem er von 1992 bis 1998 als Richter und von 1998 bis 2001 als Präsident angehörte. Anschließend war er 2001/02 fellow am Wissenschaftskolleg zu Berlin und hatte von 2002 bis 2009 den Lehrstuhl für Verfassungsrecht an der Autonomen Universität Madrid inne. Cruz Villalón war von 2004 bis 2009 gewähltes Mitglied des Staatsrates. 
Am 30. November 2009 wurde Cruz Villalón als Nachfolger des verstorbenen spanischen Generalanwalts Dámaso Ruiz-Jarabo Colomer für die verbleibende Amtszeit bis zum 6. Oktober 2015 zum Generalanwalt am Gerichtshof der Europäischen Union ernannt.
Er ist seit 2010 korrespondierendes Mitglied der Akademie der Wissenschaften zu Göttingen.
Gemeinsam mit Peter M. Huber und Armin von Bogdandy ist Cruz Villalón Herausgeber mehrerer Bände des Handbuchs zum Ius publicum europaeum.

## Publikationen (Auswahl)
- El estado de sitio y la constitucion: la constitucionalización de la protección extraordinaria del Estado (1789-1878). Centro de Estudios Constitucionales, Madrid 1980, ISBN 84-259-0637-7.
- Estados excepcionales y suspensión de garantías. Tecnos, Madrid 1984, ISBN 84-309-1089-1.
- La formación del sistema europeo de control de constitucionalidad (1918-1939). Centro de Estudios Constitucionales, Madrid 1987, ISBN 84-259-0767-5.
- La curiosidad del jurista persa, y otros estudios sobre la Constitución. Centro de Estudios Políticos y Constitucionales, Madrid 1999, ISBN 84-259-1100-1. (2. Aufl., 2006, ISBN 978-84-259-1346-4)
- La Constitución inédita. Estudios ante la constitucionalización de Europa. Editorial Trotta, Madrid 2004, ISBN 84-8164-735-7.

## Auszeichnungen
- 2001: Großes Goldenes Ehrenzeichen am Bande für Verdienste um die Republik Österreich[2]